# Ahuexotitlán, Atlixtac
Ahuexotitlán är en ort i Mexiko.   Den ligger i kommunen Atlixtac och delstaten Guerrero, i den sydöstra delen av landet, 220 km söder om huvudstaden Mexico City. Ahuexotitlán ligger 2 355 meter över havet och antalet invånare är 153.
Terrängen runt Ahuexotitlán är huvudsakligen kuperad, men söderut är den bergig. Ahuexotitlán ligger uppe på en höjd. Runt Ahuexotitlán är det ganska glesbefolkat, med 43 invånare per kvadratkilometer. Närmaste större samhälle är Xalpitzáhuac, 1,7 km söder om Ahuexotitlán. I omgivningarna runt Ahuexotitlán växer huvudsakligen savannskog.